# Monte Giarolo
Il Monte Giarolo (Monte Giajêu in ligure), 1.473 m, è una montagna dell'Appennino ligure situata in provincia di Alessandria. Dà il nome alla Comunità montana Terre del Giarolo.

## Descrizione

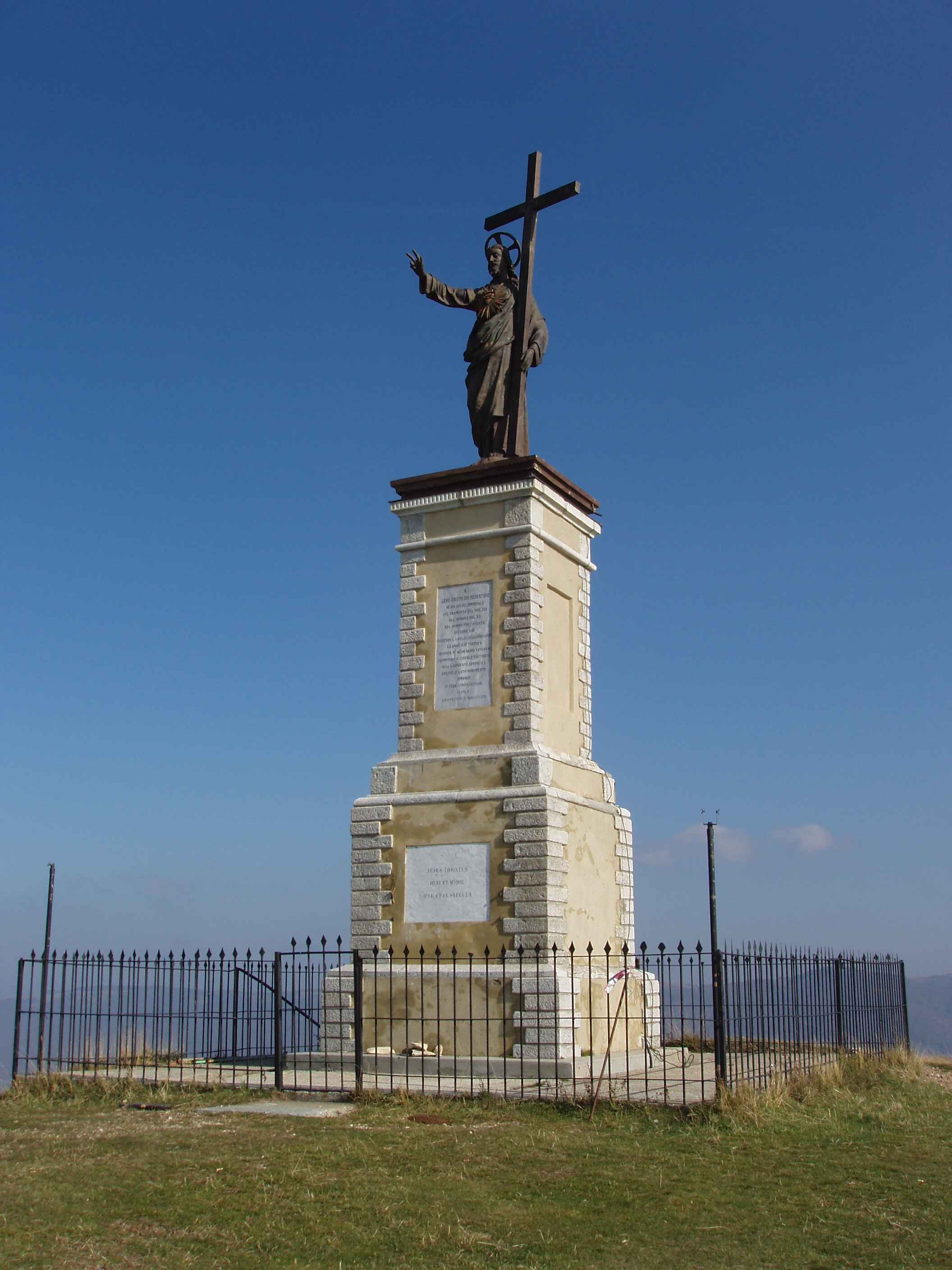
La statua del Redentore sulla vetta

Estrema propaggine settentrionale della catena dell'Antola, il Giarolo è un ampio dolce rilievo sulla dorsale che divide la Val Borbera dalla Val Curone (provincia di Alessandria) facilmente riconoscibile per la presenza sulla sommità di diversi tralicci e ripetitori radiotelevisivi. La prominenza topografica del Giarolo è di 79 m. Sulla sommità del monte si trova anche una grande statua di bronzo dedicata al Redentore, posizionata in origine nel 1901 e sostituita con una nuova statua analoga nel 2001.

## Accesso alla vetta
La cima della montagna si raggiunge percorrendo i sentieri che partono dalle località di Cantalupo Ligure, Borgo Adorno e Albera Ligure (Val Borbera), Giarolo (Val Museglia), e Caldirola (Val Curone). La visuale dalla cima spazia verso nord e ovest sulla pianura fino all'arco alpino con i profili del Monviso, del Cervino e del Rosa; nelle altre direzioni il panorama mostra i più vicini monti Boglelio, Penice, Lesima, Ebro, Chiappo, il Monte Antola, altre vette dell'Appennino Ligure fino al Mar Ligure, visibile nelle giornate più limpide.

## Festa del Cristo Redentore
Sin dal 1901, ogni prima domenica di agosto sul monte si tiene la festa del Cristo Redentore.